# Libertinus

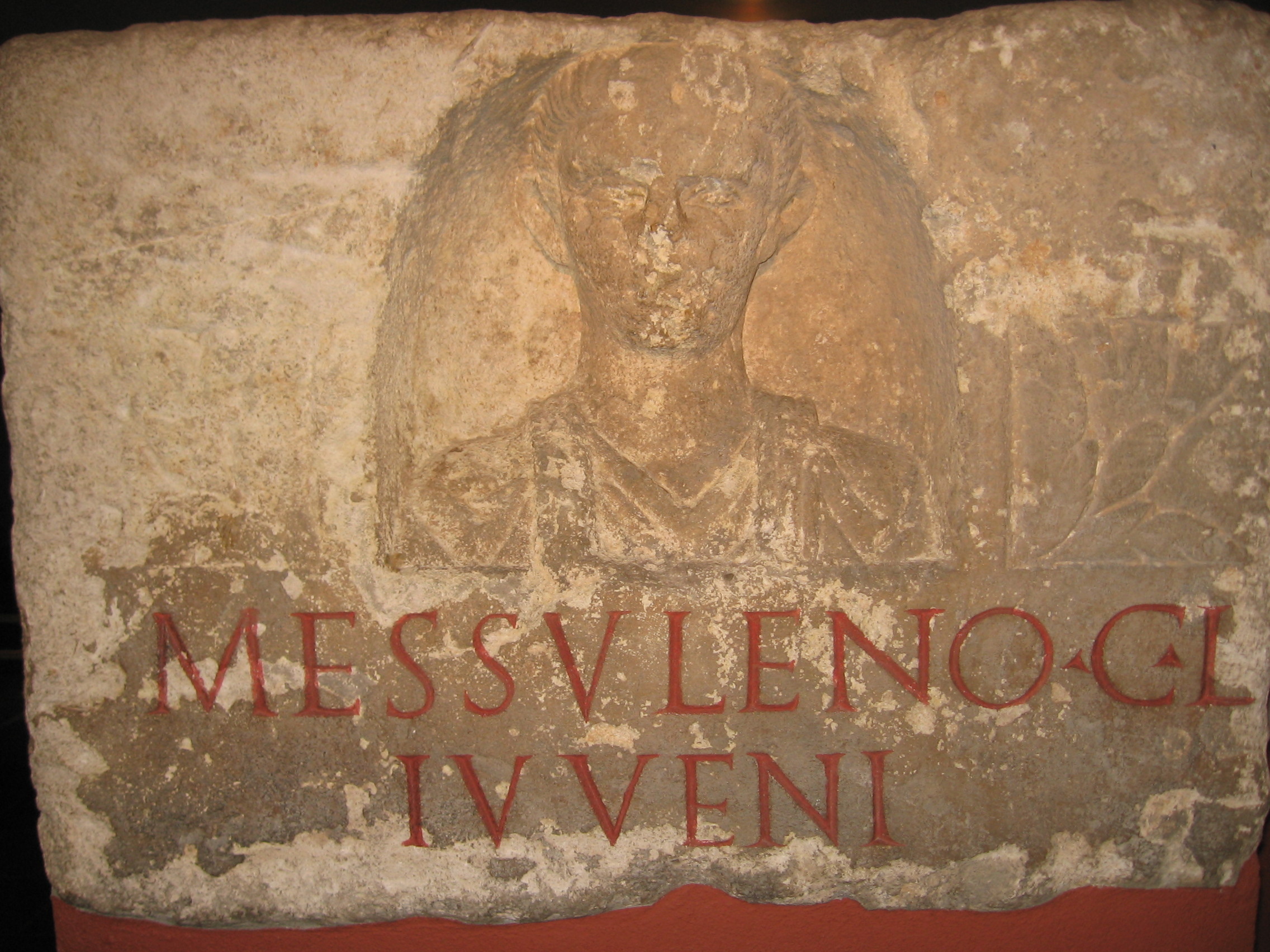
Gaius Messulenus felszabadított rabszolga sírköve.

A libertinus vagy libertus, szabados különböző társadalmi korokban más-más társadalmi réteget jelölt. Eredeti jelentésben libertusnak a fölszabadított, libertinusnak pedig annak a szabad állapotában született fiát hívták. Az ókori Rómában a felszabadított rabszolgák, a feudalista Magyarországon a földesúri szolgáltatások alól mentesült jobbágyok voltak.

## Libertinusok az ókori Rómában
A római polgárjog része volt, hogy egy polgár élhetett a rabszolgája felszabadításának jogával. Hagyományosan e manumissiónak három formája volt: történhetett manumissio vindictával (egy magistratus előtt), lehetett manumissio censu és manumissio tensimonio (lásd lex Fufia Caninia). A rabszolga urának szándékától függően nem formális manumissio is létezett, az így szabaddá lettek igen nagy számban élhettek az ókori Róma földjén i. e. 63 – i. e. 52 táján, és ezért is próbáltak meg rájuk támaszkodni olyanok, mint Catilina és Clodius.
A rabszolgaállapot tehát nem volt örökös, s ezért mintegy átmenetinek tekintették. A felszabadított továbbra is szorosan kapcsolódott egykori gazdájához, akár mint cliens vagy bérlő, és eleget kellett tennie a rá háruló obsequia előírásainak. A libertinusok teljes polgárjogot élveztek, egyedül a lovagi és a senatori rendnek nem lehettek tagjai, a fiukra azonban már nem terjedt ki ez a korlátozás. A felszabadítottakat valamennyi tribusba beosztották; a sok libertinus így sajátos jogi kategóriát képezett, s ezért használta esetükben Cicero az „ordo" kifejezést.
A familia urbana (városi család) keretei közt gyakrabban került sor rabszolga-felszabadításra, mint a familia rustica (falusi család) keretein belül. Ezt az is magyarázhatja, hogy az utóbbiban dolgozó rabszolgák nehezebben tudták félretenni a megváltásukhoz szükséges pénzösszeget, de többnyire műveltségük és egyéb lehetőségük is hiányzott ehhez, nem tudtak kitűnni, kivéve a vilicusokat, akik közül az ismert Furius Cresimus is jöhetett. Viszonylag könnyebben szerezhettek szabadságot a pastoresek. A feliratos anyag tanúsága szerint viszont a legtöbb libertinus a familia urbana iparosai, kereskedői, házi cselédei közül került ki. A köztársaság végén igen elterjedt felszabadítást Augustus törvényekkel igyekezett visszaszorítani (lex Fufia Caninia, lex Aelia Sentia).
A császárkorban a libertinus elvileg a felszabadítója polgárjogi helyzetét kapta meg, azonban a szigorú Augustus-féle törvények miatt igen sokan csak a korlátozott polgárjoggal járó Latini Iuniani kategóriába kerültek. A zömében a korai császárkorból származó feliratok  – amelyek persze inkább a familia urbanát dokumentálják – azt mutatják, hogy a rabszolgák a törvényben előírt 30. életév betöltése után (a nők hamarabb, vö. ancilla) rendre felszabadultak. A libertinusok gazdasági tevékenysége többnyire a későbbiekben is egykori urához kapcsolódott, ám a császárkor első 200 évében az önálló egzisztencia megteremtésének és a libertinus családja felemelkedésének is kedvezőek voltak a feltételei. Semmiképp sem tekinthető azonban tipikusnak Pertinax császár esete, aki libertinus fia volt, vagy Diocletianusé, aki maga is az volt.
A libertinusok neve többnyire árulkodott viselőjük rabszolgaeredetéről, részben mert a libertinus a régi, egytagú, tipikus rabszolganevét cognomen formájában tovább viselte, részben pedig mert hivatalos nevében a filiatio helyett a patronusa neve és a l(ibertus) kitétel szerepel. A liberinus ius honorummal továbbra sem rendelkezett, de római polgárokkal – a senatori rendűek kivételével – már érvényes házasságot köthetett. Patronusával szemben változatlanul kötelezettségekkel rendelkezett, ezt a késő ókor törvénykezése is megerősítette: Nagy Konstantin rendelete értelmében a hálátlan libertinustól – nem önkényesen, hanem bírósági határozattal, mind a patronus, mind az örökösei kezdeményezésére – meg lehetett vonni a szabadságot. A libertinus sem a patronussal, sem annak örököseivel nem pereskedhetett. Nagy Konstantin a rabszolga-felszabadítást hitelesítő intézmények körébe a püspököket is bevonta.

## Szabadosok a feudális Magyarországon
A szabadosok vagy latin szóval liberek, libertinusok a középkori és újkori Magyar Királyságban és az Erdélyi Fejedelemségben olyan jobbágyok voltak, akik pénzzel vagy valamely szolgálattal kiváltották jobbágyi terheiket, és ezzel mentességet (exemptio) kaptak a földesúri szolgáltatások és kötöttségek alól, egyházi és állami adót azonban továbbra is kötelesek voltak fizetni. A szabadosok legtipikusabb példái voltak a gazdatisztek, a falusi bírók, lelkészek és iparosok, a jobbágytelepítéseket szervező kenézek, soltészok, vajdák, a katonai szolgálatot adó hajdúk és darabontok. Számuk különösen a 17. század második felében növekedett meg a Magyar Királyság és a hódoltsági területek közötti határvidéken.